# Paul Crutzen
Paul Josef Crutzen (Amsterdam, 3 december 1933 – Mainz, 28 januari 2021) was een Nederlandse meteoroloog. Samen met Mario Molina en Frank Sherwood Rowland won hij in 1995 de Nobelprijs voor de Scheikunde voor hun verrichtingen op het gebied van de atmosfeerchemie, in het bijzonder het ozongat.

## Biografie
Paul Crutzen werd geboren in Amsterdam op 3 december 1933 als zoon van Jozef Crutzen en Anna Gurk. Zijn vader was kelner en zijn moeder kokkin. Hij deed aan het St.-Ignatiuscollege te Amsterdam examen HBS in 1951. Omdat hij ten gevolge van ziekte anders dan voor de exacte vakken onvoldoende resultaat had behaald, kreeg hij geen beurs voor de universiteit. In plaats daarvan volgde hij de mts. Dit was (tot 1957) de aanduiding van wat later hts zou heten, een opleiding op wat tegenwoordig heet hbo-niveau. Van 1954 tot 1958 werkte hij als bruggenbouwer voor de gemeente Amsterdam en vervulde hij zijn dienstplicht.
In Zwitserland ontmoette hij de Finse Terttu Soininen, met wie hij in 1958 in het huwelijk trad. Zij gingen in Zweden wonen. Crutzen kreeg een baan als computerprogrammeur bij de vakgroep Meteorologie aan de universiteit van Stockholm. Tot 1966 was hij betrokken bij een aantal projecten, met name op het gebied van numerieke voorspellingsmodellen.
Op advies van de toenmalige directeur Bert Bolin volgde hij zijn werkcolleges en in 1963 behaalde hij zijn doctoraalexamen aan de universiteit van Stockholm in een combinatie van wiskunde, statistiek en meteorologie. Hij kon geen natuurkunde of scheikunde studeren, omdat hij de tijd niet had om practica te doen; daarom werd hij theoreticus.
Crutzen promoveerde in 1973 aan de Universiteit van Stockholm tot doctor in de meteorologie. Aan dezelfde universiteit was hij van 1959 tot 1974 werkzaam als onderzoeker. Van 1968 tot 1970 doceerde hij ook aan de Universiteit van Oxford. In 1974 verhuisde hij met zijn jonge gezin naar de Verenigde Staten (hij was inmiddels vader van twee dochters). Van 1974 tot 1980 werkte hij in het National Center for Atmospheric Research in Boulder, Colorado. Vanaf 1980 is Crutzen hoofd van het departement voor atmosferische chemie van het Max Planck Instituut in Mainz. In 1998 ging hij met emeritaat en droeg hij de leiding van het instituut over aan de Nederlander Jos Lelieveld. Van 1997 tot 2002 was hij hoogleraar Aeronomie bij de faculteit Natuur- en sterrenkunde van de Universiteit Utrecht.

## Werk
In de jaren zestig en zeventig bestudeerde Crutzen de invloed van stikstofoxiden op de ozonlaag. De op dat moment bekende theorie van Chapman over de samenhang van zuurstof, ultraviolette straling en O3 (ozon) leverde slechts een kwalitatieve overeenkomst op met ozonwaarnemingen, en geen kwantitatieve. Crutzen postuleerde dat ook de invloed van NO, vooral afkomstig van het van biogene oorsprong zijnde lachgas (N2O), van belang is om het gedrag van ozon in de stratosfeer te verklaren. NO, via fotolyse gevormd uit lachgas, gaat een katalytische reactie met ozon aan, waarbij ozon wordt omgezet in gewone zuurstof (O2). Die reacties leiden tot een evenwichtsconcentratie van ozon die ook kwantitatief in overeenstemming is met ozonwaarnemingen. NO blijft bij de reacties intact en kan telkens opnieuw ozon omzetten in zuurstof.
Dit postulaat van Crutzen was van groot belang en leidde tot de gedachte dat wellicht ook andere (door menselijke activiteit veroorzaakte) sporengassen dergelijke katalytische reacties kunnen veroorzaken en de ozonlaag kunnen afbreken. De Amerikaan van Mexicaanse afkomst Mario J. Molina en de Amerikaan Frank Sherwood Rowland ontdekten in 1974 dat dit inderdaad het geval is voor cfk's, waaruit zich via fotolyse chloorradicalen kunnen losmaken. De theorie van Crutzen werd in 1985 nogmaals bevestigd toen een groot gat in de ozonlaag boven Antarctica ontdekt werd. Het gevolg van die ontdekking was een drastische beperking in de toepassing van cfk's (toen voornamelijk gebruikt als drijfgassen in spuitbussen en als koelmiddel in koelkasten), waarna een langzaam herstel van de ozonlaag kon intreden.
Crutzen won in 1995 de Nobelprijs voor de Scheikunde voor zijn werk in de atmosferische chemie, samen met Rowland en Molina voor hun ontdekking welke chemicaliën betrokken zijn bij de afbraak van de ozonlaag. De Nobelprijs was niet alleen een persoonlijk succes voor Crutzen, maar vormde tevens de internationale erkenning van de atmosferische chemie als zelfstandige wetenschapsdiscipline. Vanwege zijn Nobelprijs werd Cutzen benoemd tot commandeur in de Orde van de Nederlandse Leeuw.
Op 19 oktober 2017 werd hij benoemd tot erelid van de Koninklijke Nederlandse Chemische Vereniging (KNCV).
Paul Crutzen is mede de uitvinder van de term Antropoceen: het geologische tijdperk dat begonnen is en waar de menselijke invloed op de planeet zo sterk is geworden dat we met zuiver geologische factoren niet meer alles kunnen verklaren.
Op 24 december 2019 ontving Crutzen als tweede Nederlander ooit de Gouden Lomonosov-medaille van de Russische academie van wetenschappen.
Hij overleed in het Duitse Mainz op 87-jarige leeftijd.